# أحب ذلك كثيرا (فلم)
أحبُّ ذلك كثيرًا (بالفرنسية: J'ai tant aimé) هو فيلم وثائقي مغربي عام 2008 للمخرجة دليلة الندري.

## القصّة
يصفُ الفيلم الوثائقي حياة امرأة مغربية كانت تعملُ عاهرةً في بيتِ دعارةٍ عسكري تابعٍ للجيش الاستعماري الفرنسي وشاركت في الحرب الهندوصينية الأولى. في السبعين من عمرها، تقول فاطما (أو فادما كما يُناديها الفرنسيون) إنها وافقت على عملِ الفيلم الوثائقي حتى تتعرَّف فرنسا عليها كما تفعل مع قدامى المحاربين مُوضّحةً: «لقد شاركتُ أيضًا في الحرب!»